# Cubatræand
Cubatræand (latin: Dendrocygna arborea) er en træand, der lever i det nordlige Caribien.